# Renato Olmi
Renato Olmi (ur. 12 lipca 1914 w Trezzo sull’Adda, zm. 15 maja 1985 w Cremie) – włoski piłkarz występujący podczas kariery na pozycji pomocnika.

## Kariera
Renato Olmi jest wychowankiem klubu Cremonese. Potem występował w Brescii Calcio, zaś w 1937 roku trafił do Ambrosiany-Interu. Grając w tym zespole do 1941 roku zdołał wywalczyć 2 tytuły mistrza Włoch oraz Puchar Włoch. Potem grywał w Juventusie, ponownie w Ambrosianie i Cremonese, a karierę zakończył w Cremie.
W oficjalnym spotkaniu reprezentacji Włoch zadebiutował 14 kwietnia 1940 roku z Rumunią. 2 lata wcześniej został powołany na III Mistrzostwa Świata w Piłce Nożnej 1938 we Francji. Jego zespół zwyciężył w finale 4:2 z Węgrami. Olmi nie pojawił się jednak na boisku w żadnym spotkaniu.

## Sukcesy

### Ambrosiana-Inter
- Zwycięstwo
  - Serie A: 1937/1938, 1939/1940
  - Puchar Włoch: 1938/1939

### Reprezentacja Włoch
- mistrzostwo świata 1938